# Теневое правительство (конспирология)

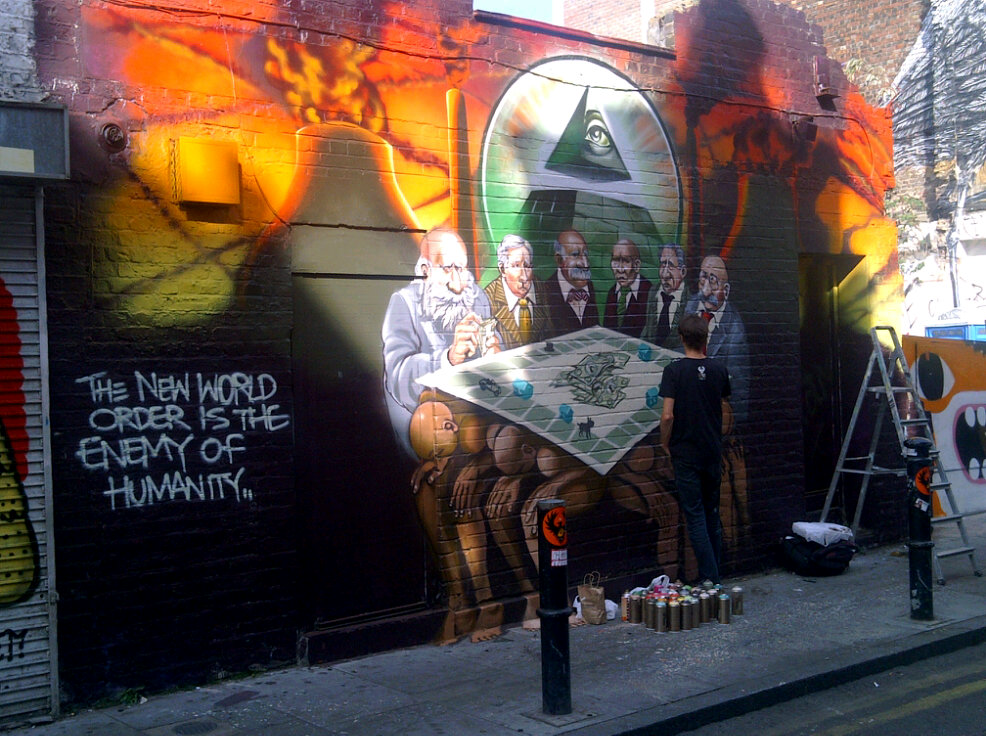
«Новый мировой порядок — враг человечества», Bablu Miah, Лондон

Теневое правительство — распространённая и крайне разнообразная по формам теория заговора, согласно которой на территории отдельного государства, континента, мира или вселенной правят, как правило, неназванные частные лица или скрытые структуры, осуществляющие контроль вне поля зрения демократических или политических институтов и какого-либо надзора. Согласно большинству концепций, официальные правительственные органы исполняют лишь фасадную или декоративную роль, когда якобы настоящие решения принимаются узкой группой лиц.

## Известные или популярные формы теории

### Бильдербергский клуб
Одна из самых популярных версий о теневом правительстве затрагивает формальную ежегодную конференцию — Бильдербергский клуб. Из-за того факта, что в заседании участвуют влиятельные лица в области политики, банковского дела и СМИ, по мнению ряда конспирологов, среди которых есть Алекс Джонс, Николай Стариков и Александр Дугин, на самом деле клуб осуществляет тайное управление миром. Российскими конспирологами и маргинальными СМИ утверждается, что НАТО контролирует данный клуб, а через него, соответственно, миропорядок.
Как считают некоторые конспирологи, значимую, если не решающую, якобы, роль в клубе играет Дэвид Рокфеллер, которому активно приписывают различные цитаты о мировом контроле. Помимо Рокфеллера, значимое влияние на клуб приписывают Джорджу Соросу или Эдмону Ротшильду
Праворадикальная активистка и конспиролог Филлис Шлэфли вовсе заявляла, что через бильдербергский клуб коммунисты пытаются взять под контроль и якобы взяли Республиканскую партию США, создавая почву для мировой революции и коммунистического господства.

### Транснациональные корпорации
По одной из версий, теневое правительство может формировать одна или несколько транснациональных корпораций или компаний. В качестве аргументов в поддержку теории используется манипулятивная подача статистики о влиянии данных корпораций на мировую экономику, а также редкие экономико-политические эксцессы, наряду с журналистскими или научными работами, которые заявляют о том, что оные всё же имеют некоторое, относительно небольшое, но всё же влияние на политическую ситуацию.

### Сионистское оккупационное правительство
Одна из теорий заговора в рамках теневого правительства, где оно состоит из, преимущественно, евреев, которые используют свои бизнесы и банки, а также связи по всему миру для осуществления скрытого управления мировыми социальными, экономическими и политическими тенденциями.

### Банки
Версия теории заговора, где теневое правительство формируется из деятелей банковского дела которые, используя влияние их бизнесов на макроэкономическую ситуацию, а также пользуясь глобальными кризисами (которые, как заявляется некоторыми конспирологами, создаются самими банками), кредитуют страны или важных общественных деятелей, дабы позже иметь рычаги давления на оных, а также попросту развивая со временем свою деятельность, разрастаются до крупных экономических структур, которые якобы способы вести уже самостоятельную экономическую и политическую деятельность в отрыве от правительств мира.
Как пример, конспирологи используют систему Центральных Банков (например ФРС США или ЦБ РФ), которые имеют широкую автономию от правительства, что, по мнению конспирологов, является доказательством их независимости и отдельного влияния на экономику и политику страны или мира.

### Международные организации
Версия теории заговора, где управление миром осуществляется международными организациями (по типу ООН или МВФ), либо, что чаще высказывается, управление происходит через эти организации. Российскими маргинальными СМИ и конспирологами высказывается мнение, что через международные организации США проецирует своё влияние на мир.

### Правление США
Бесчисленное количество теорий о теневом правительстве завязано на США: от их правления через различные формальные объединения до создания колониальных владений через международные организации и господства ЦРУ над правительством США или мира.
Так, по одной из версий, теневое правительство состоит из исполнительной власти (СМО, Трёхсторонняя комиссия, Бильдербергский клуб, СНБ США, ОСО ОКНШ США, НПУ и ФАУЧС); Разведывательное управление (АНБ, НРУ, НРО, ЦРУ, ФБР, УВР и прочие американские (или стран-участниц НАТО) спецслужбы); Военное управление (ЦРУ, УСОН, Зона 51, АПОИП, прочие военно-научные организации и объекты США); Оружейная промышленность; Финансовое управление (ФРС США, ЦРУ), а его лидером — Дэвид Рокфеллер.

### Прочие
Среди прочих теорий встречаются:
- Масонское мировое правительство[21];
- Правительство иллюминатов[22];
- Жидомасонское правительство[21];
- Общество Круглого стола[23];
- Инопланетное правительство[24];
- Глубинное государство
- Комитет 300[24].